# Латвия на Играх доброй воли
Латвия принимала участие в летних Играх доброй воли, начиная с Игр 1994 года. Также принимала участие в зимних Играх 2000 года.
До 1994 года спортсмены Латвии принимали участие в Играх в составе команды СССР.
На всех Играх спортивные делегации Латвии завоевали всего 8 медалей, из них 2 золотых.

## Медальный зачёт

### Медали на летних Играх
| Игры                 | Золото                             | Серебро                            | Бронза                             | Всего                              | Место                              |
| 1986, 1990           | участвовали в составе команды СССР | участвовали в составе команды СССР | участвовали в составе команды СССР | участвовали в составе команды СССР | участвовали в составе команды СССР |
| Санкт-Петербург 1994 | 0                                  | 2                                  | 0                                  | 2                                  | 35                                 |
| 1998                 | не участвовали                     | не участвовали                     | не участвовали                     | не участвовали                     | не участвовали                     |
| Брисбен 2001         | 1                                  | 1                                  | 2                                  | 4                                  | 25                                 |
| Всего                | 1                                  | 3                                  | 2                                  | 6                                  |                                    |

### Медали на зимних Играх
| Игры             | Золото | Серебро | Бронза | Всего | Место |
| Лейк-Плэсид 2000 | 1      | 0       | 1      | 2     | 12    |